# Karstama balicum
Karstama balicum (лат.) — вымирающий вид пещерных крабов рода Karstama из семейства Sesarmidae. Эндемик острова Нуса Пенида (Бали, Индонезия). Включён в Международную Красную книгу МСОП, так как пещера, в которой он обитает, стала популярным объектом посещения у многочисленных паломников и верующих.

## Описание
Мелкий (около 2 см) троглобионтный краб с головогрудью трапециевидной формы. От близких видов отличается плеоподами G1, имеющими вытянутые и узкие хитинизированные дистальные концы. Обитает на влажном дне из небольших лужиц (до 7 см) и в расщелинах на нижних мокрых стенах пещеры.
Обнаружен только в одной пещере Giri Putri Cave на восточном побережье острова Нуса Пенида (Suana Village, 8° 42' 31.80"S, 115° 35' 10.00"E) на уровне 34 м. Пещера имеет длину 276 м.
Вид был впервые описан в 2002 году сингапурским зоологом Петером К. Л. Нг (Ng, Peter K. L.; Tropical Marine Science Institute and Department of Biological Sciences, National University of Singapore, Сингапур). В 2007 году перенесён из рода Sesarmoides в род Karstama.